# SMAPとイッちゃった! SMAP SAMPLE TOUR 2005
『SMAPとイッちゃった! SMAP SAMPLE TOUR 2005』（スマップとイッちゃった! スマップ サンプル ツアー 2005）は、日本の男性アイドルグループSMAPのツアーDVD・VHSである。2005年12月14日にビクターエンタテインメントから発売された。

## 概要
2005年の7月30日から9月29日に行われたSMAPによる全国ツアー「SMAPとイク? SMAP SAMPLE TOUR FOR 62 DAYS」での、国立競技場における初の単独コンサートの模様を中心に、東京ドーム最終公演のダブルアンコールの模様も収められている。
コンサート全体の構成は例年通り中居正広が担当しているが、オープニングの演出は木村拓哉・香取慎吾が担当している。

## 収録

### 本編映像
※VHSではVol.1に1〜27、Vol.2に28〜35を収録。DVDではDisc 1に1〜20、Disc 2に21〜35を収録。
1. Theme of 017
2. BANG! BANG! バカンス!
3. 退屈な日曜日
4. ダイナマイト[注 1]
5. 夏楽園～clap your hands～
6. Yeah Oh!
7. Sweet Summer Surfing Season
8. 僕の太陽
9. あろはわい[注 2]
10. SPECIAL - 木村拓哉
11. ハヌル～ヨン ウォナン サラン～（そら〜永遠の愛〜） - 草彅剛[注 3]
12. It's a wonderful world.
13. Dawn
14. Fine, Peace! - 木村拓哉・草彅剛・香取慎吾
15. オレンジ
16. 世界に一つだけの花[注 4]
17. Shigusa - 香取慎吾
18. YoHo ～ Scarface Groove
19. HOLIDAY IN THE SUN
20. 優しい言葉[注 5]
21. Wonderful Life ～ To be continued… - &G 〜 稲垣吾郎
22. ブリブリマン - 中居正広
23. クイズの女王 - 稲垣吾郎・香取慎吾
24. Let It Be
25. 俺たちに明日はある
26. Dandy Darlin'
27. Triangle
28. 友だちへ〜Say What You Will〜
29. SHAKE
30. 夜空ノムコウ
31. オリジナル スマイル
32. がんばりましょう
33. 君色思い
34. BANG! BANG! バカンス!
35. Can't Stop!! -LOVING-

### 特典映像
※VHSではVol.2、DVDではDisc 3に収録。
1. SMAP SHOT SAMPLE
2. OPENING SAMPLE
3. JUNCTION SAMPLE
4. MC SAMPLE
5. FASHION SAMPLE
6. SOLO SAMPLE

## コンサートツアー
- コンサートツアー『SMAPとイク？ SMAP SAMPLE TOUR FOR 62DAYS．』について記述。

|        | 開催日時 | 開演時間 | 会場                  |
| 2005年 | 2005年   | 2005年   | 2005年                |
| ------ | -------- | -------- | --------------------- |
| 1      | 7月30日  | 18:00    | 札幌ドーム            |
| 1      | 7月31日  | 16:00    | 札幌ドーム            |
| 2      | 8月6日   | 17:30    | 日産スタジアム        |
| 2      | 8月7日   | 17:30    | 日産スタジアム        |
| 3      | 8月11日  | 18:30    | 福岡Yahoo!JAPANドーム |
| 3      | 8月12日  | 18:30    | 福岡Yahoo!JAPANドーム |
| 3      | 8月13日  | 17:00    | 福岡Yahoo!JAPANドーム |
| 3      | 8月14日  | 17:00    | 福岡Yahoo!JAPANドーム |
| 4      | 8月24日  | 18:30    | 大阪ドーム            |
| 4      | 8月25日  | 18:00    | 大阪ドーム            |
| 5      | 9月3日   | 17:30    | 国立競技場            |
| 5      | 9月4日   | 17:30    | 国立競技場            |
| 6      | 9月10日  | 18:00    | 大阪ドーム            |
| 6      | 9月11日  | 17:00    | 大阪ドーム            |
| 6      | 9月12日  | 18:00    | 大阪ドーム            |
| 7      | 9月18日  | 18:00    | ナゴヤドーム          |
| 7      | 9月19日  | 17:00    | ナゴヤドーム          |
| 7      | 9月20日  | 18:30    | ナゴヤドーム          |
| 7      | 9月21日  | 18:00    | ナゴヤドーム          |
| 8      | 9月28日  | 18:00    | 東京ドーム            |
| 8      | 9月29日  | 18:00    | 東京ドーム            |